# Cementerio de San Cataldo
El cementerio de San Cataldo es un cementerio situado en las afueras de la ciudad de Módena, Italia. La parte antigua es clasicista, pero su ampliación de 1971 por Aldo Rossi lo convirtió en el punto de partida de la Tendenza italiana. El proyecto cuenta con un enorme recinto rectangular cerrado por pórticos columnados que albergan los nichos, dispuestos en paralelo al muro. Como éste, otros dos pórticos rectangulares concéntricos albergan el origen de la forma fundamental: la avenida central que, flanqueada por naves perpendiculares que también albergan nichos, dispuestos esta vez en perpendicular a la dirección de dicha nave, une el osario con la fosa común. 
A día de hoy, el cementerio permanece inconcluso.